# Matriz booliana
Uma matriz booleana, matriz binária, matriz relação, matriz lógica ou matriz (0,1) é uma matriz com entradas a partir do domínio booleano B = {0, 1}. Tal matriz pode ser usada para representar uma relação binária entre um par de conjuntos finitos.